# 东环路街道 (秦皇岛市)
东环路街道，是中华人民共和国河北省秦皇岛市海港区下辖的一个乡镇级行政单位。

## 行政区划
东环路街道下辖以下地区：
热电里社区、东环里社区、东环北里社区、三五四四社区、燕海里社区、临河里社区、东华里社区和红光北里社区。